# Конституционный референдум в Чечне (2007)
Конституционный референдум 2007 года в Чечне прошёл 2 декабря, одновременно с выборами в Государственную думу.

## Вопросы референдума
На референдум были вынесены следующие вопросы:
- увеличение президентского срока руководителя республики с четырёх до пяти лет;
- снятие ограничений на число президентских сроков;
- замена двухпалатного парламента (61 депутат) однопалатным (41 депутат);
- установление статуса чеченского языка как государственного;
- предоставление Парламенту Чечни права принятия конституционных изменений.

Изменения и поправки в Конституции коснулись более 50 статей.

## Итоги
| Да или нет                                                  | Голосов | Процент  |
| ----------------------------------------------------------- | ------- | -------- |
| Да                                                          | 533 161 | 96,98 %  |
| Нет                                                         | 17 200  | 3,02 %   |
| Требуемое количество голосов                                | 50 %    | 50 %     |
| Действительных голосов                                      | 570361  | 99,87 %  |
| Недействительных голосов                                    | 767     | 0,13 %   |
| Всего голосов                                               | 571 128 | 100,00 % |
| Явка                                                        | 99,15 % | 99,15 %  |
| Электорат                                                   | 576 031 | 576 031  |
| Источник: https://www.sudd.ch/event.php?id=ru012007&lang=en |         |          |

| Да или нет                                                  | Голосов | Процент  |
| ----------------------------------------------------------- | ------- | -------- |
| Да                                                          | 553 282 | 97,01 %  |
| Нет                                                         | 17 055  | 2,99 %   |
| Требуемое количество голосов                                | 50 %    | 50 %     |
| Действительных голосов                                      | 570337  | 99,86 %  |
| Недействительных голосов                                    | 791     | 0,14 %   |
| Всего голосов                                               | 571128  | 100,00 % |
| Явка                                                        | 99,15 % | 99,15 %  |
| Электорат                                                   | 576 031 | 576 031  |
| Источник: https://www.sudd.ch/event.php?lang=en&id=ru022007 |         |          |

В референдуме приняли участие 96,15 % имеющих право голоса. За принятие этих изменений проголосовало 96,88 % (85 %) избирателей.
На проходивших одновременно выборах в Государственную думу партия «Единая Россия» набрала 99,36 % (574 101 голос при общей численности электората 580 918 человек). Возможность проверить эти цифры отсутствовала, так как на выборах присутствовали только наблюдатели «Единой России». Представитель партии «Справедливая Россия», получившей 0,06 % голосов, заявил, что эта цифра нереальная, но представители партии не могут получить протокол голосования. На выборах не было международных наблюдателей. Многие наблюдатели за пределами Чечни удивлялись, что люди, которые голосовали за независимость в 1990-х годах, могли внезапно массово проголосовать за партию под названием «Единая Россия». На нескольких избирательных участках действительно слышали, как старики говорили, что проголосуют «за человека, который платит мне пенсию», то есть за Путина и Кадырова.